# Johann von Chlumecký
Johann von Chlumecký, též Johann von Chlumecky (23. března 1834 Zadar – 11. prosince 1924 Bad Aussee), byl rakousko-uherský, respektive předlitavský státní úředník a politik, v letech 1871–1875 ministr zemědělství Předlitavska, v letech 1875–1879 ministr obchodu Předlitavska.

## Biografie
Jeho otcem byl Antonín Chlumecký (narozený roku 1777 v Oseku) a jeho bratr Petr rytíř Chlumecký. Vystudoval právo a působil od roku 1855 ve státních službách, nejprve v soudnictví, později na Moravském místodržitelství. V roce 1865 se stal poslancem Moravského zemského sněmu, který ho roku 1870 (podle jiného zdroje už roku 1869) zvolil i poslancem Říšské rady (celostátní zákonodárný sbor, tehdy ještě nevolen přímo, ale tvořen delegáty jednotlivých zemských sněmů), kde zasedal ve velkostatkářské kurii, v jejímž rámci patřil k frakci Gemäßigten Gruppe der Linken. Poslancem byl i ve funkčním období 1871–1873.
26. listopadu 1871 se stal ministrem zemědělství Předlitavska ve vládě Adolfa von Auersperga. Na této pozici setrval do 19. května 1875. Jako ministr se zasadil o reformu správy státních lesů a dolů. 19. května 1875 přešel ve vládě na post ministra obchodu poté, co se ze zdravotních důvodů musel funkce vzdát Anton von Banhans. Zastával ho i v následující vládě Karla von Stremayra až do 12. srpna 1879. Na této funkci rozvinul program výstavby státních železničních tratí, řešil problémy zadlužených soukromých tratí a vytvořil podmínky pro program zestátňování soukromých drah.
Po odchodu z ministerských funkcí se vrátil do Říšské rady. Kde byl zvolen ve volbách roku 1879 za městskou kurii na Moravě, volební obvod Brno. Slib složil 30. listopadu 1880. Za tentýž obvod a kurii obhájil poslanecké křeslo i ve volbách roku 1885 a volbách roku 1891.
V roce 1879 se uvádí jako ústavověrný poslanec. Od roku 1881 patřil do klubu Sjednocené levice, do kterého se spojilo několik ústavověrných proudů německých liberálů. Do tohoto klubu náležel i po volbách roku 1885. Po rozpadu Sjednocené levice přešel do frakce Německorakouský klub. V roce 1890 se uvádí jako poslanec obnoveného klubu německých liberálů, nyní oficiálně nazývaného Sjednocená německá levice. Byl zároveň předsedou tohoto klubu. Ve volbách roku 1891 byl do Říšské rady zvolen opět za Sjednocenou německou levici.
Po delší dobu zastával post předsedy sněmovny. Poté, co zemřel roku 1881 Hieronymus Mannsfeld, stal se Chlumecký předsedou poslaneckého klubu Strany ústavověrného velkostatku na zemském sněmu. Později byl členem Panské sněmovny (horní, jmenované komory parlamentu).